# 格倫澤冰川
格倫澤冰川（英語：Glenzer Glacier）是南極洲的冰川，位於威爾克斯地，處於康格冰川以西9公里，最終注入沙克爾頓冰架，由美國海軍拍攝空中照片繪入地圖，現時由南極條約體系管理。